# Cratere Nansen (Marte)
Nansen  è un cratere sulla superficie di Marte.
Il cratere è dedicato all'esploratore norvegese Fridtjof Nansen.